# Kuropatniki (obwód iwanofrankiwski)
Kuropatniki (ukr. Куропатники) – wieś na Ukrainie, w  obwodzie iwanofrankiwskim, w rejonie halickim, nad Gniłą Lipą.